# Oscar Puiggrós
Oscar Ricardo Puiggrós (Buenos Aires, 14 de septiembre de 1918 - íd., 24 de febrero de 2010) fue un abogado, periodista y político argentino, miembro fundador del Partido Demócrata Cristiano, que ejerció como ministro de Trabajo y Previsión Social de los presidentes Arturo Frondizi y José María Guido y como ministro de Bienestar Social del dictador Alejandro Agustín Lanusse.

## Biografía
Su padre, el catalán José Ramón Pío Puiggrós, combatió en la Guerra hispano-estadounidense en Filipinas, tras lo cual se estableció en Buenos Aires.
Fue asiduo concurrente de las reuniones que tuvo el filósofo católico Jacques Maritain a su paso por la Argentina en 1936, y fue socio fundador del Instituto Jacques Maritain de Buenos Aires.
Egresado del Colegio La Salle Buenos Aires en 1935, se recibió de abogado en la Universidad de Buenos Aires en 1945.
En 1949 participó en una reunión preparatoria de la fundación de la democracia cristiana argentina, en Montevideo. Fue uno de los 35 fundadores del Partido Demócrata Cristiano, fundado en Rosario el 9 de julio de 1954. Ocupó cargos públicos en el Ministerio de Finanzas y en la Secretaría de Cultura porteña durante la dictadura autodenominada Revolución Libertadora.
Se alejó del Partido Demócrata Cristiano en el año 1960.
Fue nombrado ministro de Trabajo en 1962, pocos días antes del derrocamiento del presidente Arturo Frondizi, y fue confirmado en su cargo por su sucesor, José María Guido. No obstante, éste fue obligado a hacer una serie de cambios de gabinete por los comandantes de las Fuerzas Armadas unas semanas después, y Puiggrós fue desplazado.
Perteneció a la agrupación católica Ateneo de la República, y a principios de 1966 formó parte de grupos de acción política orientados a preparar la sucesión del presidente Arturo Illia, intentando alejar la posibilidad del golpe de Estado que finalmente se produjo en el mes de junio.
Después fue ministro de Bienestar Social durante la gestión del general Alejandro Agustín Lanusse, en el cual aceptó participar a condición de que Lanusse se comprometiera a llamar a elecciones en un año.
En 1983 integró el Consejo para la Consolidación de la Democracia y fue embajador en Portugal durante el gobierno de Raúl Alfonsín.
Escribió gran cantidad de notas de opinión en el diario La Nación de Buenos Aires y para la revista Criterio. En sus últimos años fue presidente de la Asamblea del Mar y se destacó como activo opositor del gobierno de Néstor y Cristina Fernández de Kirchner, a quienes acusó de fomentar la división entre los argentinos.
Víctima de un cáncer de páncreas, falleció en Buenos Aires el 24 de febrero de 2010 a los 91 años. Se había casado con Norma Luque Ferreyra, con quien tuvo ocho hijos. Fue sepultado en el cementerio Parque Memorial de Pilar.
Tuvo cuatro hermanos varones, de los cuales el mayor, Rodolfo Puiggrós, fue un destacado historiador, periodista y político; Rodolfo fue padre de la diputada Adriana Puiggrós.